# Machnower See
Der Machnower See, auch Kleinmachnower See, liegt in Kleinmachnow in Randlage zum südwestlichen Berliner Bezirk Steglitz-Zehlendorf. Der in einen alten Baumbestand eingebettete See ist Bestandteil der Bundeswasserstraße Teltowkanal mit einer Fließrichtung von Ost nach West. Zuständig ist das Wasserstraßen- und Schifffahrtsamt Spree-Havel.

## Geschichte

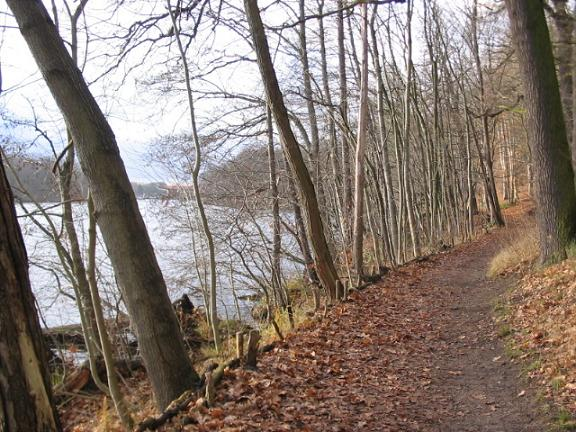
Rundweg an der Nordseite im Winter

Für den Bau des Teltowkanals zwischen 1901 und 1906 wurde weitgehend das Tal des Bäkefließes genutzt, das den Machnower See ohne Berührung südlich passierte und das durch den Kanalbau bis auf zwei kleine Restteile verschwand.
Allein bei Kleinmachnow kam es mit dem Durchstich des Seeberg-Weinberg-Höhenzugs zwecks Begradigung zu einer Abweichung der Kanalführung vom alten Bäkelauf, so dass einerseits heute der Kanal durch den vorher isolierten See führt und andererseits ein Teilstück der Bäke südlich des Sees mit Resten der ursprünglichen Vegetation erhalten blieb. Heute ist der See mit seiner ursprünglichen Umgebung als  Naturschutzgebiet klassifiziert.
Der norwegische Kriegsberichterstatter Nordahl Grieg starb am 2. Dezember 1943 beim Angriff auf Berlin, als seine Lancaster LM 316 abgeschossen wurde. Die Absturzstelle liegt am Ufer des Machnower Sees. Dort stellte die Gemeinde Kleinmachnow auf Bitten der norwegischen Botschaft einen Findling als Ehrenmal auf. Bei der Einweihung des Ehrenmals am 23. November 2003 sang die norwegische Sängerin Torhild Ostad das Lied Til Ungdommen.

## Lage
Der Machnower See liegt zwischen der Friedensbrücke und der Schleuse Kleinmachnow. Das Bäketal zieht sich an der Südseite des Sees entlang. Am Nordufer des Sees erhebt sich auf dem 62 Meter hohen Seeberg die Hakeburg, ein burgähnliches Landhaus von 1908. Abschnittsweise säumen alte Buchen die parkartig angelegten Wege und den Seerundweg.

## Form und Fischbestand
Der Machnower See hat in etwa eine schlauchartige, bauchige Form bei einer Länge von rund 700 Meter. Die größte Breite liegt bei rund 200 Metern und die Tiefe des verhältnismäßig schlammigen und flachen Sees bei vier Metern. Kurz hinter dem Seeausgang im Osten führt die Friedensbrücke den Zehlendorfer Damm und die Fußgänger über den Kanal. Im Westen folgt rund 500 Meter nach dem Seeausgang die denkmalgeschützte Schleuse Kleinmachnow, über die der Seerundweg den Kanal überquert. Der Fischbestand besteht vor allem aus Karpfenfischen wie Brassen, Güster, Karauschen, Ukelei und Rotaugen. 2016 war es infolge starker Regenfälle zu einem Fischsterben gekommen.

## Flora und Fauna
Am See gibt es nur an der Allee am Forsthaus Grundstücke, die nicht betreten werden können. Das ermöglicht es Spaziergängern, den See vom Ufer aus zu genießen. Die zahlreichen Wasservögel lassen sich dadurch nur wenig stören. Am Nordufer sind etliche Bäume ins Wasser gekippt, teils durch Biberfraß, teils durch Ufererosion. Enten und Reiher nehmen das Totholz als Sitzgelegenheit gerne an, neuerdings auch Schildkröten. Allerdings handelt es sich bei den etwa vier Exemplaren nicht um einheimische, sondern um ausgesetzte Tiere.

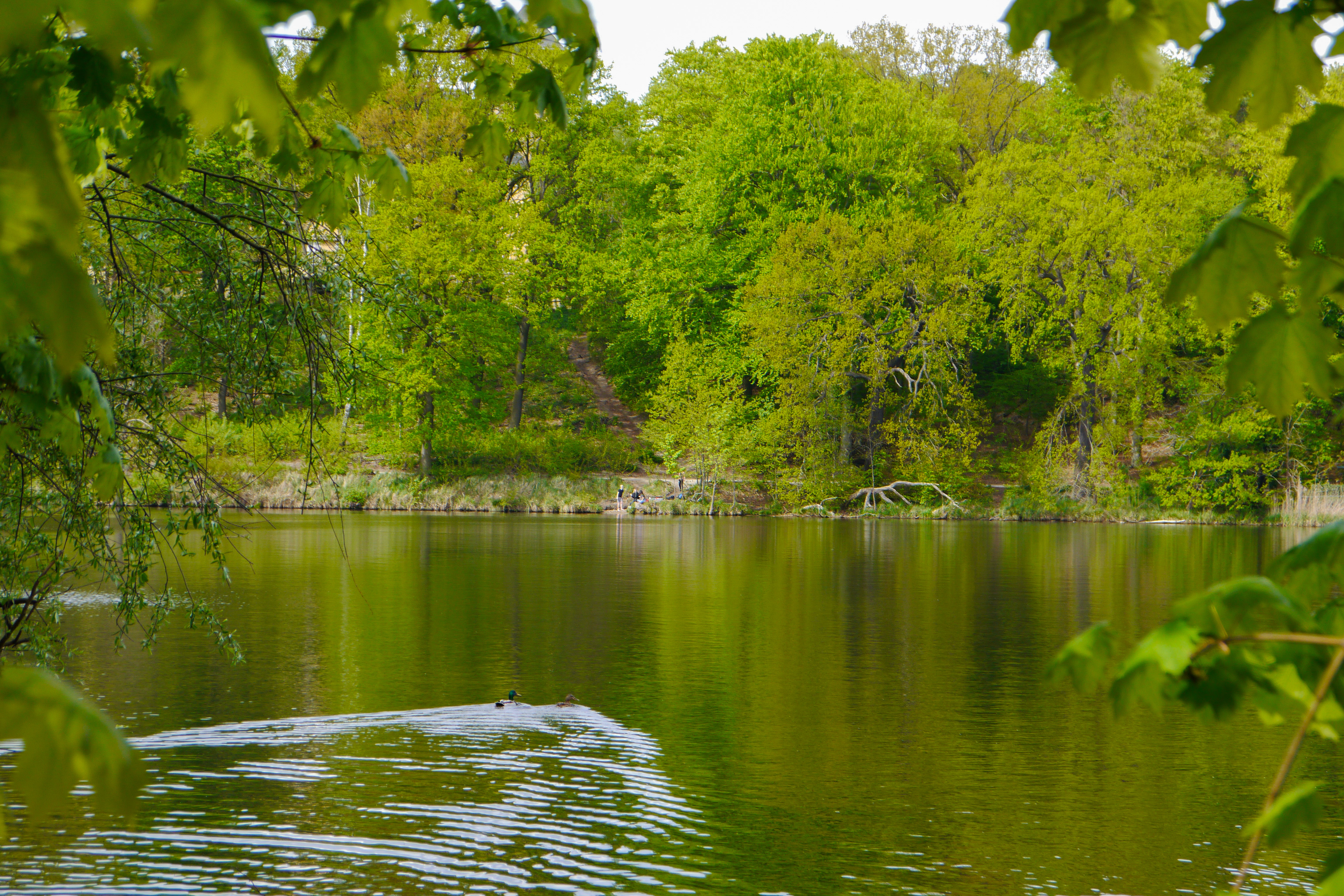
Blick über den See Richtung Norden
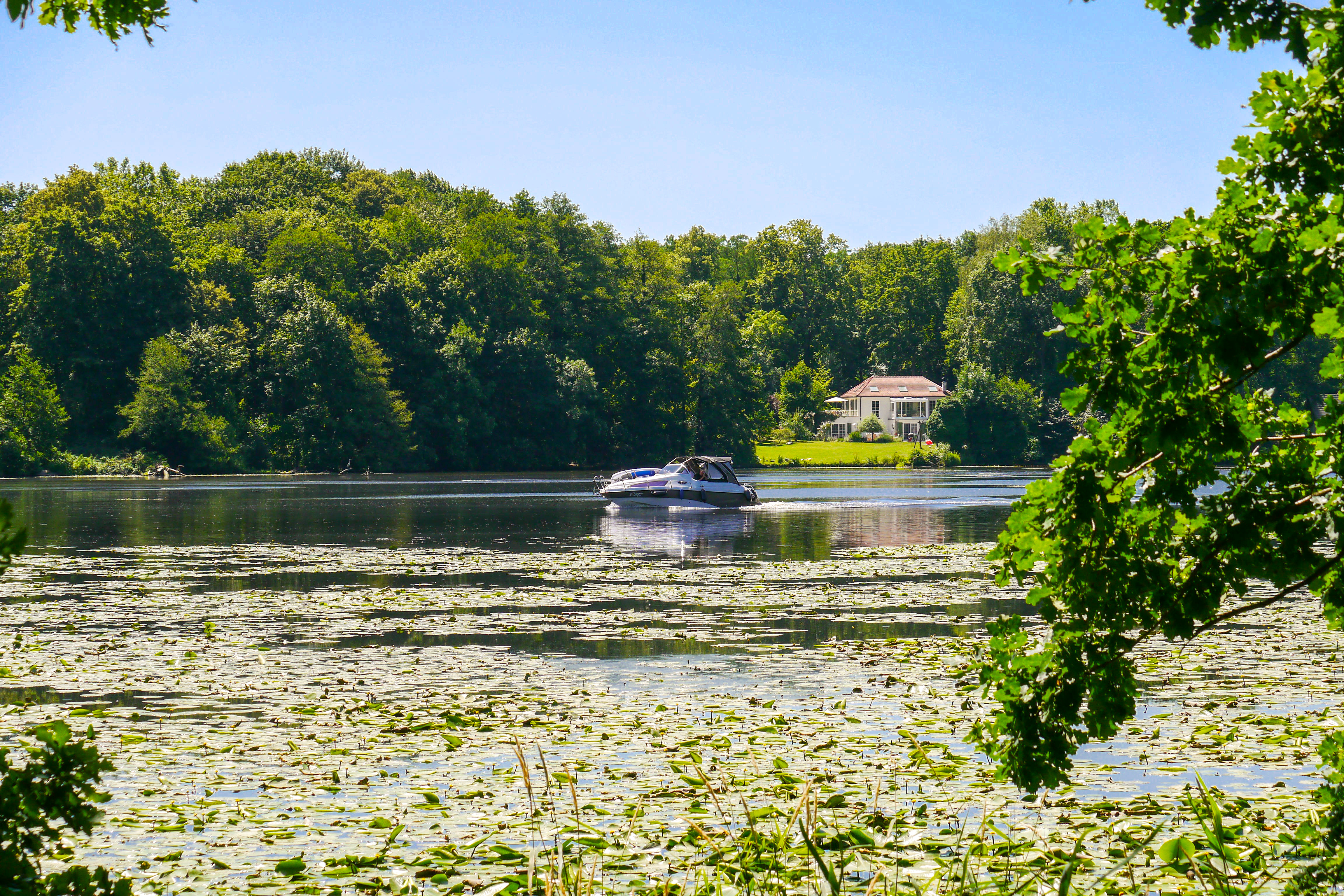
Blick über den See nach Südwesten
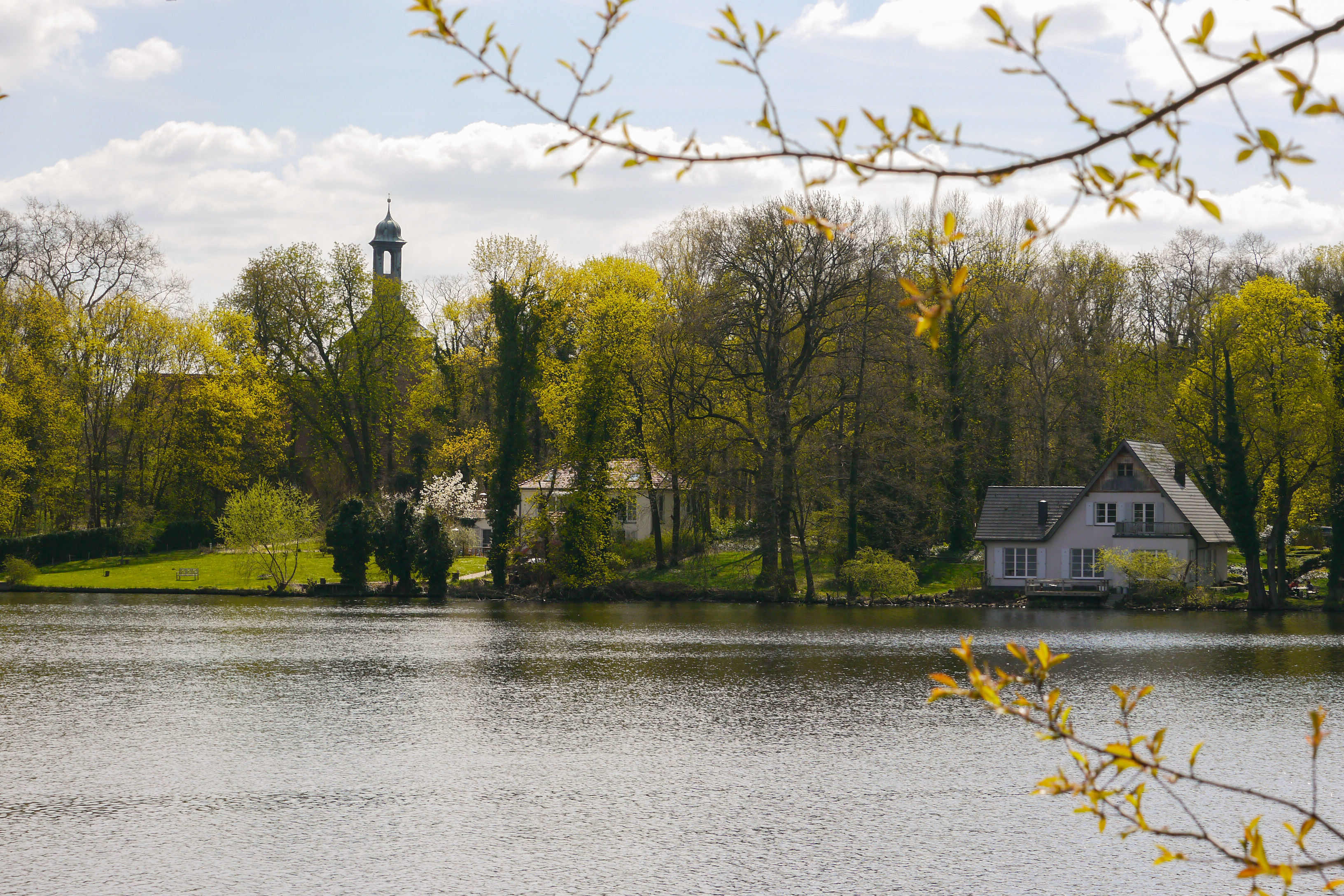
Die Dorfkirche inmitten von grünenden Bäumen
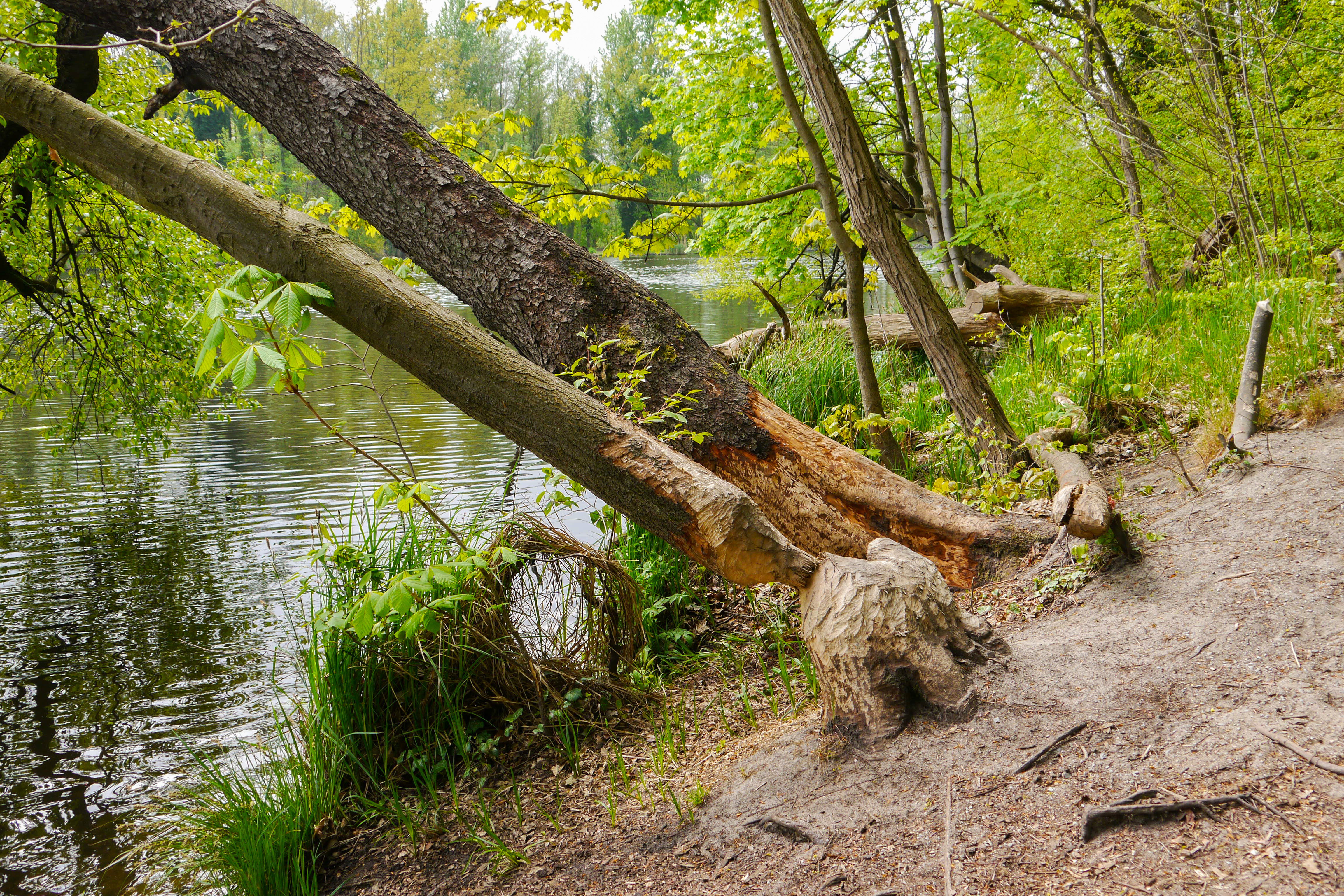
Vom Biber angefressene Bäume am Nordwestufer
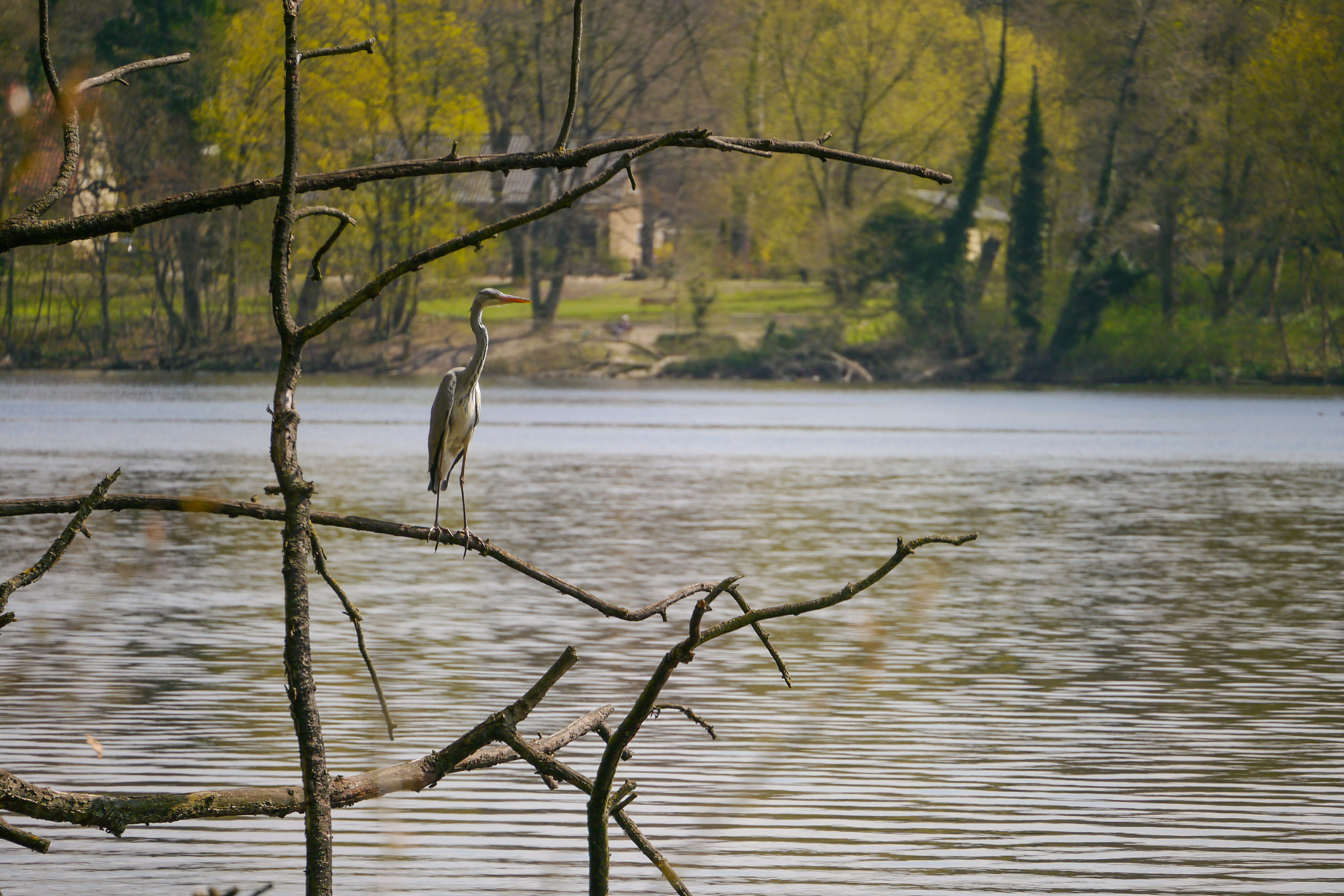
Ein Graureiher auf seinem Ansitz
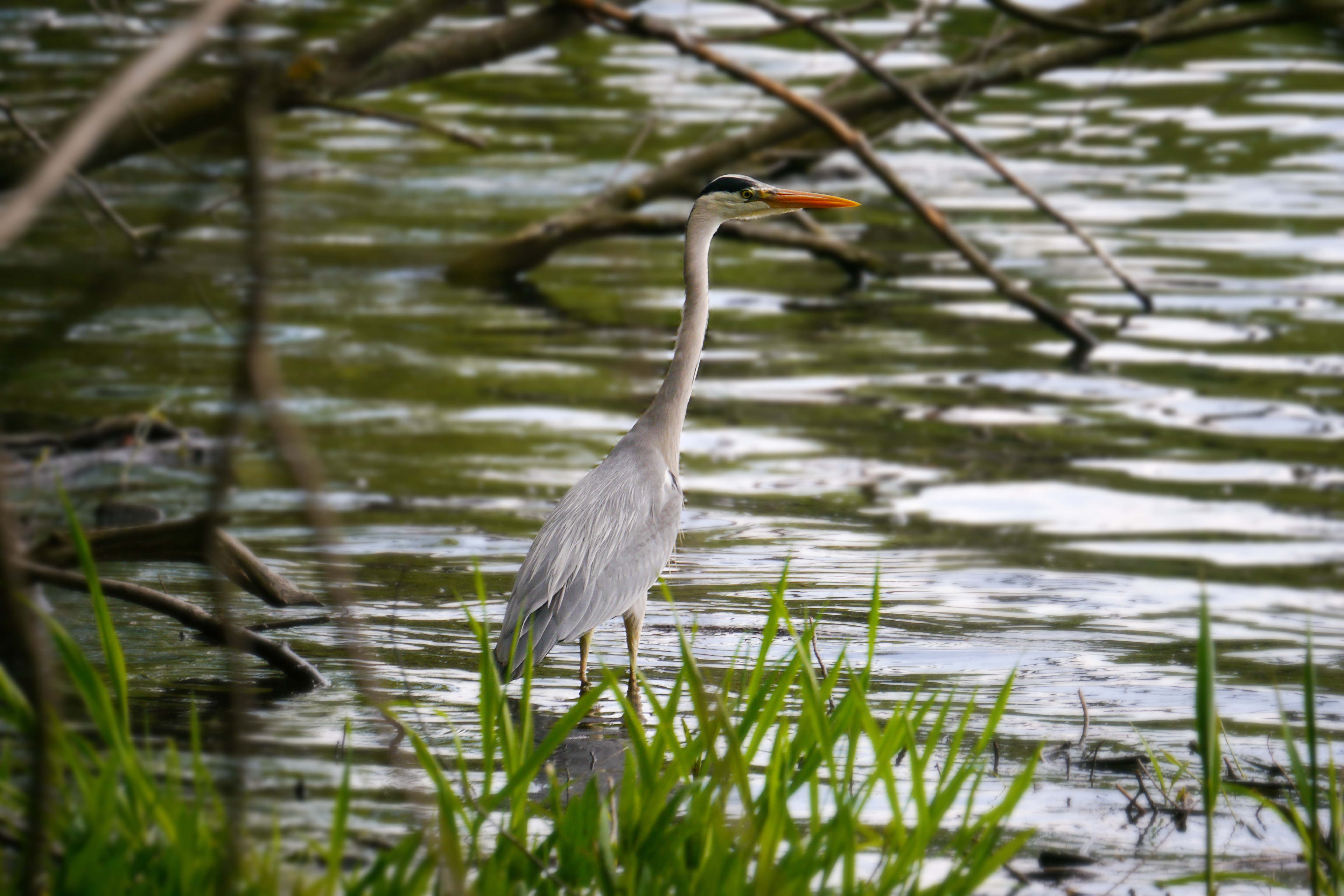
Graureiher am Nordostufer
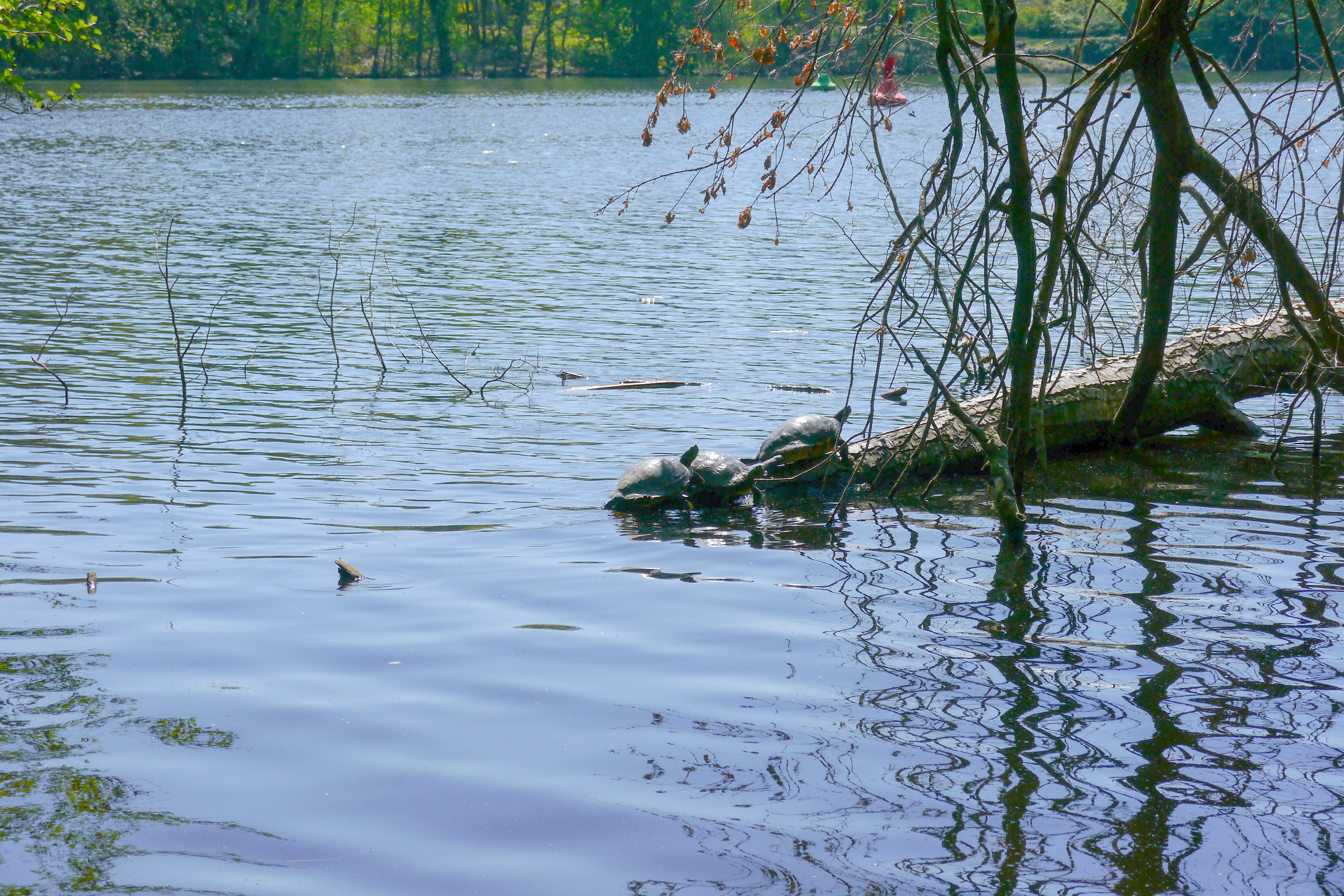
Exoten im See: Schildkröten
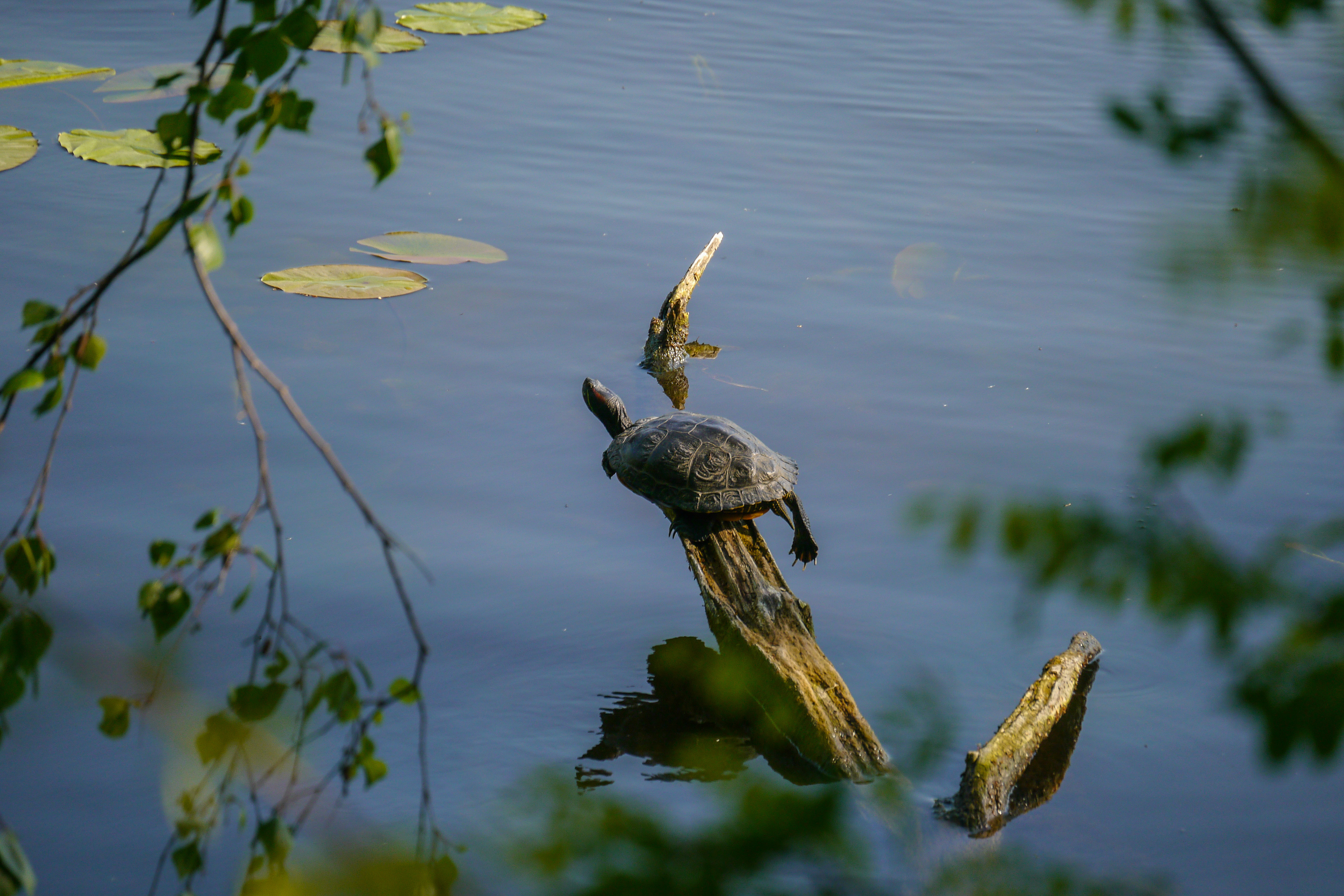
Eine Schildkröte genießt die letzten Sonnenstrahlen
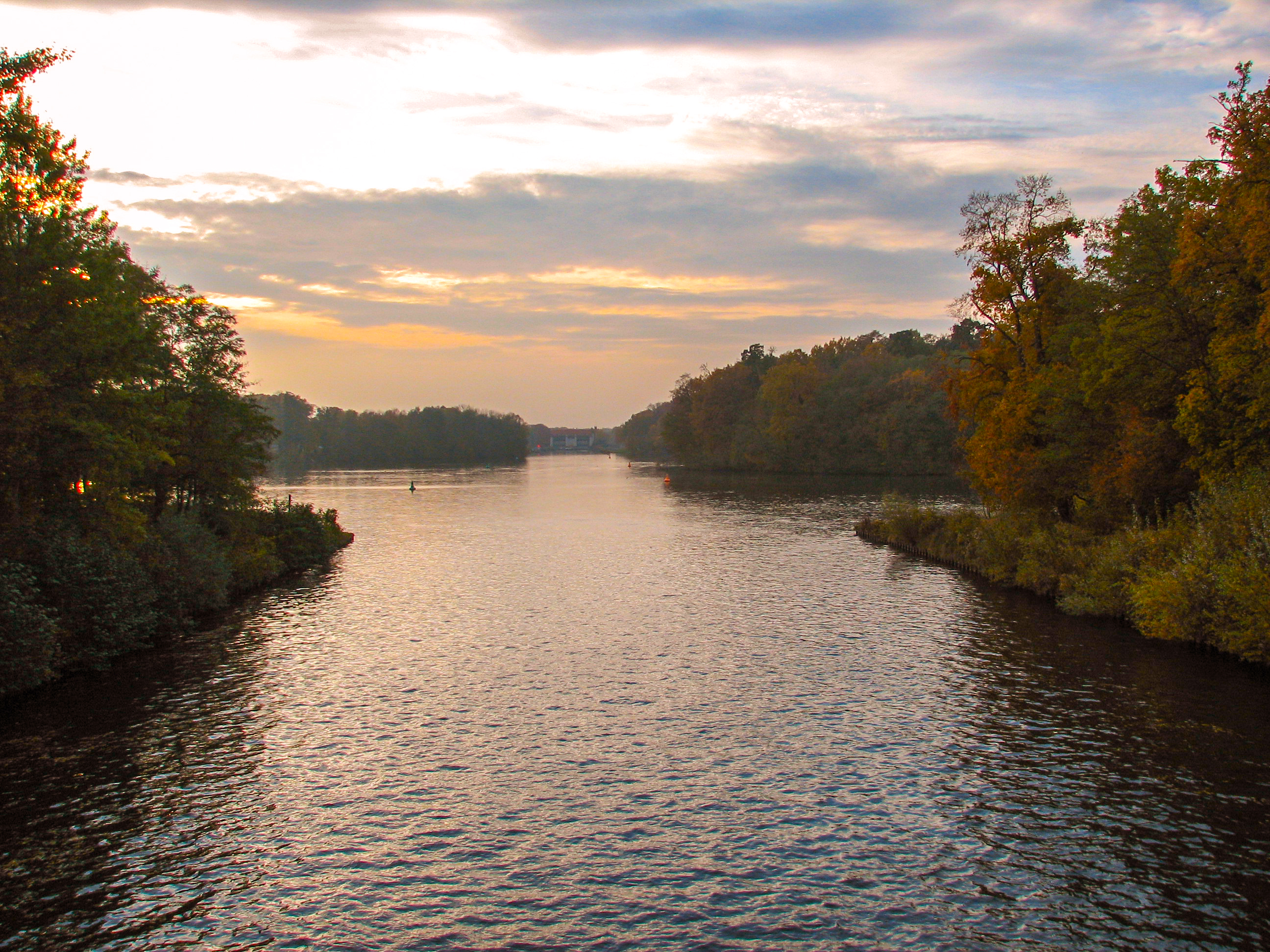
Abendstimmung

## Schleusenausbau gestoppt

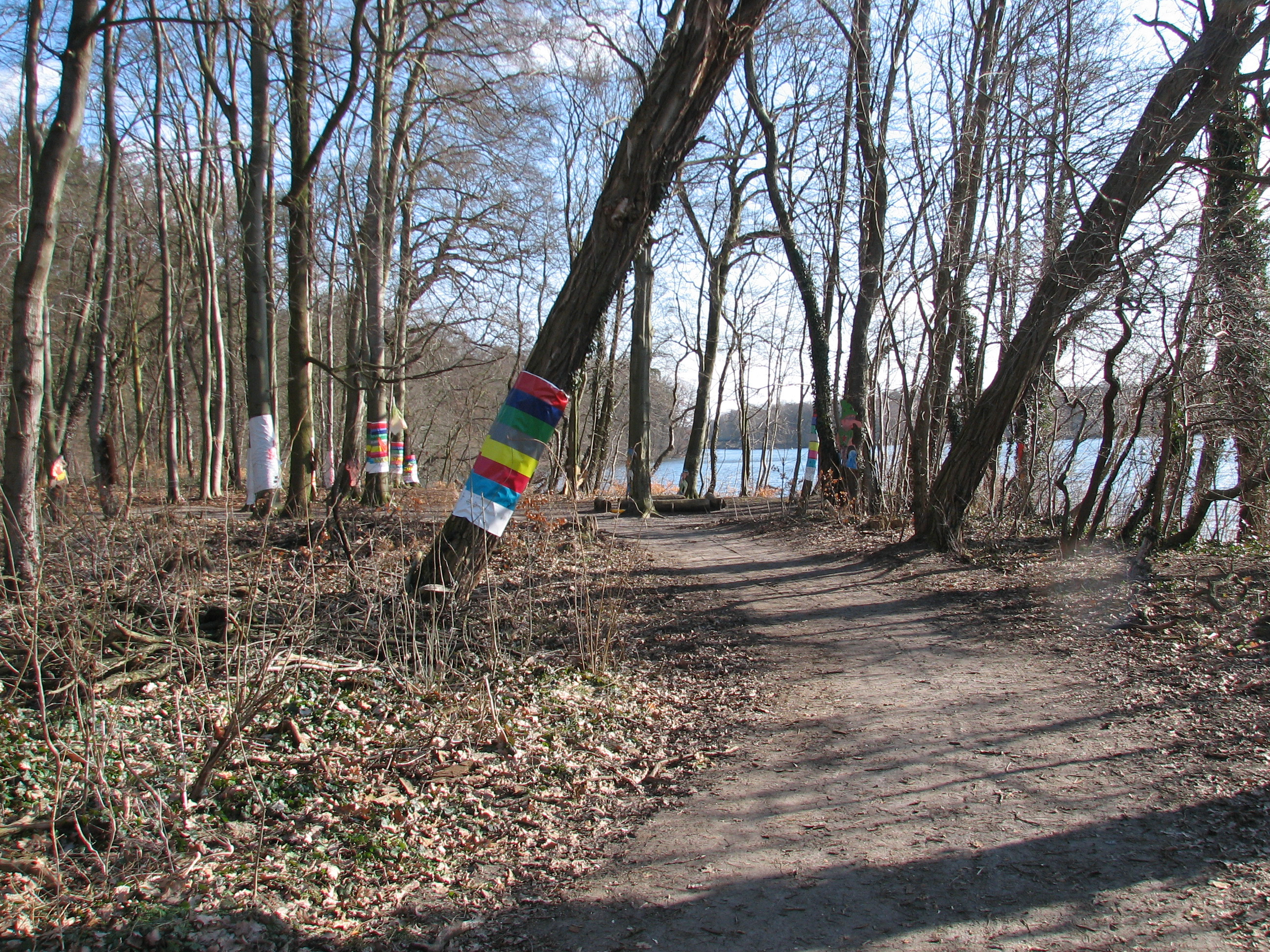
Aus Protest gegen die geplante Abholzung wurden 2010 die gefährdeten Bäume markiert.

Im Zuge des Verkehrsprojekts Deutsche Einheit Nr. 17 aus dem Jahre 1991 sollte die Kleinmachnower Schleuse auf 190 Meter Länge ausgebaut werden. Am Nordwestufer des Machnower Sees wären dadurch zahlreiche, jahrhundertealte Bäume gefällt worden. Durch Proteste wurde dieser Ausbau verhindert.